# Веселиновић
Веселиновић је јужнословенско презиме, заступљено углавном код Срба. Порекло презимена је име Веселин. Сам корен имена означава веселу особу.